# Ricardo Malbrán
Ricardo Santiago Malbrán (ur. ? – zm. ?) – argentyński piłkarz, grający podczas kariery na pozycji napastnika.

## Kariera klubowa
Ricardo Malbrán podczas kariery piłkarskiej występował w San Isidro Buenos Aires.

## Kariera reprezentacyjna
W reprezentacji Argentyny Malbrán występował w latach 1907-1910. W reprezentacji zadebiutował 6 października 1907 w wygranym 2-1 meczu z Urugwajem, którego stawką była Copa Newton. Był to udany debiut, gdyż Malbrán w 27 i 59 min. zdobył obie bramki dla Argentyny, stając się pierwszym zawodnikiem w historii reprezentacji Argentyny, któremu udała się taka sztuka..
W 1910 został powołany na pierwszą, jeszcze nieoficjalną edycję Mistrzostw Ameryki Południowej, który wówczas nazywał się Copa Centenario Revolución de Mayo 1910. Na turnieju w Buenos Aires Malbrán wystąpił w meczu Argentyny z Chile, który był jego drugim i ostatnim występem w reprezentacji.
| Mecze i gole w reprezentacji | Mecze i gole w reprezentacji | Mecze i gole w reprezentacji | Mecze i gole w reprezentacji | Mecze i gole w reprezentacji | Mecze i gole w reprezentacji | Mecze i gole w reprezentacji |
| #                            | Data                         | Miasto                       | Przeciwnik                   | Gol                          | Wynik                        | Rozgrywki                    |
| ---------------------------- | ---------------------------- | ---------------------------- | ---------------------------- | ---------------------------- | ---------------------------- | ---------------------------- |
| 1.                           | 06.10.1907                   | Montevideo                   | Urugwaj                      | Gol · Gol                    | 2:1                          | Copa Newton                  |
| 2.                           | 05.06.1910                   | Buenos Aires                 | Chile                        |                              | 5:1                          | Copa Centenario              |